# Пахкалампи
Пахкалампи — пресноводное озеро на территории Амбарнского сельского поселения Лоухского района Республики Карелии.

## Общие сведения
Площадь озера — 1,2 км². Располагается на высоте 110,5 метров над уровнем моря.
Форма Пахкалампи продолговатая: оно несильно вытянуто с северо-запада на юго-восток. Берега каменисто-песчаные, местами заболоченные.
С западной стороны озера вытекает безымянная протока, впадающая в Топозеро.
К востоку от озера проходит просёлочная дорога.
Населённые пункты вблизи Пахкалампи отсутствуют.
Код объекта в государственном водном реестре — 02020000411102000000230.